# Cyber People
Cyber People was een Italodiscoproject gevormd in 1984.

## Geschiedenis
Het bestond oorspronkelijk uit Giorgio Spagna, die onder het pseudoniem Cyber People de single "Polaris" in 1984 uitbracht. Het bleek slechts een kleine hit te zijn, omdat het alleen werd uitgebracht in Italië, en later in Duitsland op ZYX Records. Ondanks haar aanvankelijke steriele ontvangst, wordt het beschouwd als een klassieker onder zijn genre. Spagna bracht vervolgens "Void Vision" in 1985, en het werd Cyber People's grootste hit in Europa en delen van Zuid-Amerika. "Void Vision" wordt beschouwd als onderdeel van de Spacesynth genre, die evolueerde in het midden van de jaren tachtig en is te zien in werk van andere bands van dat moment, met inbegrip van Koto, Hipnosis en Laserdance. Nog twee singles volgden, "Doctor Faustu's" en "Digital Signal Processor", in 1986 en 1988, de voormalige wordt samengesteld door de Zweedse popband Samedi en de laatste geschreven door Mirko Limoni, die bekendheid bereikt in de jaren 80 en 90 met collega-bands Hipnosis en Black Box. Cyber People ontbonden in 1988, maar liet een aantal van de meest belangrijke Italo disco singles ooit geproduceerd. In 1993, echter, Humphery Robertson, die met een aantal andere synthpop groepen gewerkt, bracht een LP onder de naam Ciber People, voorzien van een vergelijkbaar logo aan de originele Cyber People. Het record gehaald met matig commercieel succes, en één single (The Night - 1993) werd uitgebracht van het album.

## Discografie

### Albums
1. Void Vision - The Album - 29 mei 2016

### Singles
1. Polaris - 1984
2. Void Vision - 1984
3. Koto / Cyber People - Visitors (Swedish Remix) / Void Vision - 1985
4. Void Vision / Polaris - 1985
5. Doctor Faustu's - 1986
6. Doctor Faustu's (Swedish Remix) - 1986
7. Cyber People / Hot Cold - Doctor Faustus / I Can Hear Your Voice - 1986
8. Digital Signal Processor - 1988
9. Rofo / Cyber People - Rofo's Theme / Void Vision - 1998
10. This World Is Not Enough - 2018